# Valtické panství

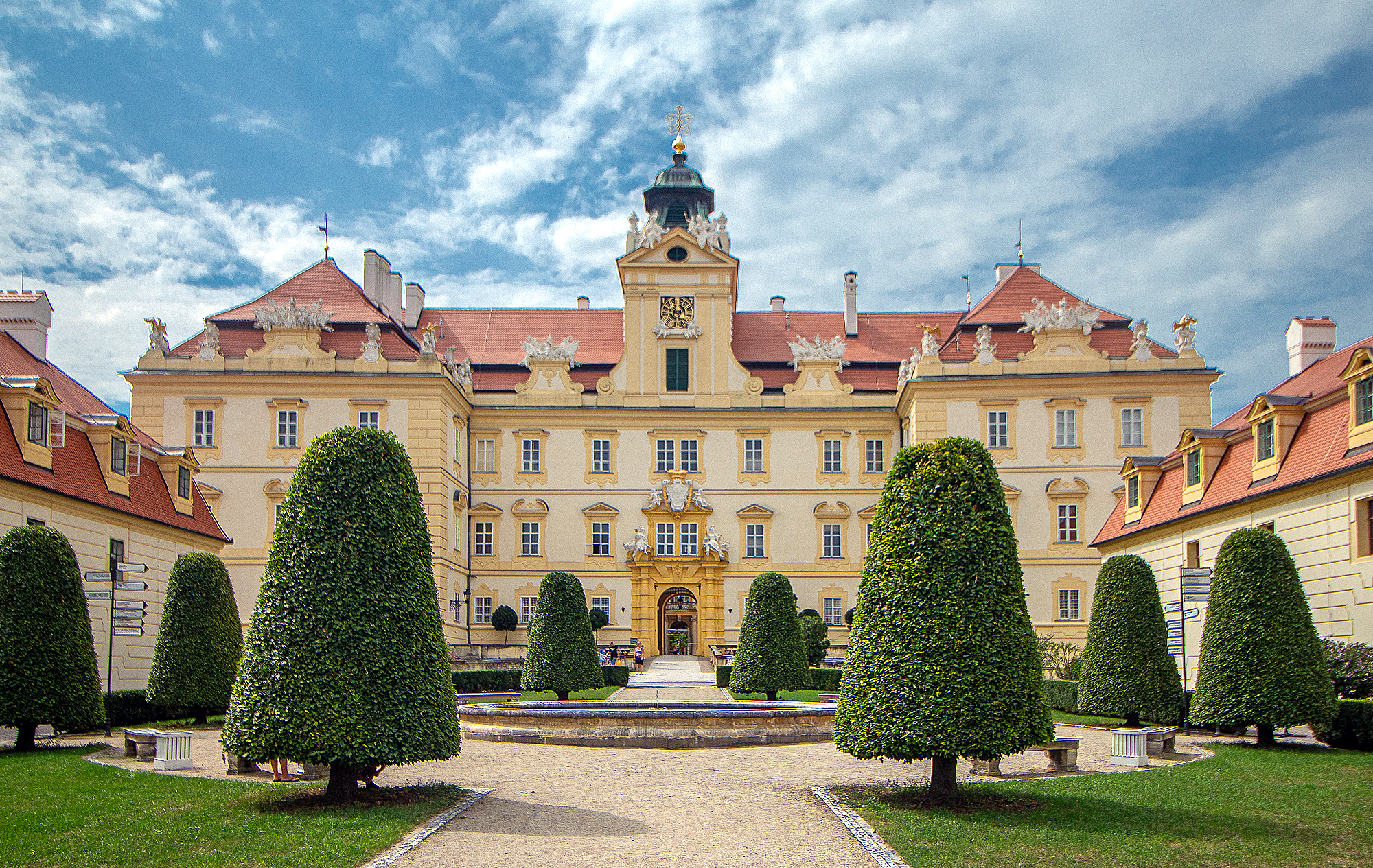
Zámek Valtice, sídlo správy panství

Valtické panství (německy Herrschaft Feldsberg) bylo panství Lichtenštejnů na území, rozkládajícím se zčásti na jižní Moravě a ve Vinařské zemi pod Manhartsbergem v Rakousích pod Enží, dnešním Dolním Rakousku.

## Historie
Panství v době svého zániku zahrnovalo místní samosprávu nad obcemi Valtice, Herrnbaumgarten, Hlohovec, Úvaly, Charvátská Nová Ves, Poštorná, Reintal, Katzelsdorf a Schrattenberg. Správa panství sídlila na valtickém zámku.
Posledním držitelem rodového svěřenství byl lichtenštejnský kníže Alois II. Josef. Po reformách v roce 1848/1849 byla samospráva zrušena.